# Phragmipedium
Phragmipedium é um género botânico pertencente à família das orquídeas (Orchidaceae). Foi estabelecido por Rolfe em Orchid Review 4: 330., em 1896, sendo sua espécie tipo o Cypripedium caudatum Lindl., hoje conhecido como Phragmipedium caudatum (Lindley) Rolfe. Seu nome vem do grego phragma que significa divisão, e de pedilon, chinelo, em referência referência às divisões internas de seu fruto e ao formato do labelo de suas flores.
Este gênero distingue-se dos outros gêneros desta subfamília por apresentar flores decíduas, ou seja, que se destacam depois de murchas, e apresentar ovário com três câmaras separadas, sendo todas espécies nativas do continente americano.
Pelo grande interesse ornamental, o gênero sofreu muitas revisões desde sua criação. Em cada uma delas o número de espécies reconhecidas varia bastante. Alguns autores preferem dividir o gênero em menos espécies e tratar diferenças como variedades, outros elevam essas variedades à categoria de espécies, desta maneira, conforme o autor consultado, encontramos de dezesseis a trinta espécies consideradas aceitas. Aqui preferimos manter a maioria das variedades como espécies aceitas, facilitando assim sua identificação. Mais detalhes sobre cada uma dessas espécies ou variedades encontram-se relatadas na discussão de cada uma das espécies.

## Distribuição
Em vasta área que vai desde o sul do México até a Bolívia e quase todo o Brasil do extremo norte até o Estado de São Paulo.

## Descrição
Caracterizam-se por serem plantas humícolas, saxícolas ou terrestres, raramente epífitas, baixas e herbáceas, sem pseudobulbos ou bulbos verdadeiros, quase acaules na maioria das vezes, de no máximo sessenta centímetros de altura; Suas raízes são mais ou menos carnosas e vilosas; inflorescências terminais singelas, raramente ramosas, com uma ou poucas flores relativamente grandes, com labelo saquiforme ou conchiforme como um chinelo. Apresentam dois estames desenvolvidos, e um terceiro estaminoide estéril, modificado em uma estrutura com a extremidade alargada formando um disco horizontal, similar a um escudo, que cobre as duas anteras e os três estigmas férteis. O pólen é solto, granuloso, não agregado em mássulas.

## Cultivo
O cultivo das espécies de Phragmipedium é menos difícil que o de Selenipedium, todavia não tão fácil como o dos representantes do gênero Paphiopedilum, que por isso mesmo aparecem mais freqüentemente nas coleções. Em terra vegetal, com mistura de fibra de xaxim, areia e carvão, em lugares levemente ensolarados e bastante úmidos, elas se dão muito bem. São plantas sensíveis à qualidade da água, que não deve apresentar muitos sais dissolvidos em sua composição.

## Espécies
As espécies de Pragmipedium estão divididas em cinco seções, quatro delas representadas no Brasil, conforme o esquema a seguir:

### SeçãoPhragmipedium
Pétalas estreitas e acuminadas, inflorescência sem espata, flores simultâneas. Não existe registro de sua ocorrência no Brasil.
1. Phragmipedium warszewiczianum (Rchb.f.) Schltr., Repert. Spec. Nov. Regni Veg. Beih. 17: 9 (1922).
2. Phragmipedium exstaminodium Castaño, Hágsater & E.Aguirre, Orquídea (Mexico City), n.s., 9: 193 (1984).
3. Phragmipedium lindenii (Lindl.) Dressler & N.H.Williams, Taxon 24: 691 (1975).
4. Phragmipedium caudatum (Lindl.) Rolfe, Orchid Rev. 4: 332 (1896).
5. Phragmipedium warszewiczii (Rchb.f.) Christenson, J. Orchideenfr. 13: 142 (2006).

### SeçãoLorifolia(Kraenzl.) Garay
Pétalas estreitas e acuminadas, inflorescência apresenta espata, flores abrem em sucessão, a margem interna do labelo apresenta um par de protuberâncias.
1. Phragmipedium boissierianum (Rchb.f. & Warsz.) Rolfe, Orchid Rev. 4: 332 (1896).
2. Phragmipedium brasiliense Quené & O.Gruss, Orchid Digest 67: 242 (2003).
3. Phragmipedium czerwiakowianum (Rchb.f. & Warsz.) Rolfe, Orchid Rev. 4: 332 (1896).
4. Phragmipedium chapadense Campacci & R.Takase, J. Hokkaido Orchid Soc. 28(Suppl.): 1 (2000).
5. Phragmipedium hirtzii Dodson, Orchis 58: 129 (1988).
6. Phragmipedium longifolium (Warsz. & Rchb.f.) Rolfe, Orchid Rev. 4: 332 (1896).
7. Phragmipedium reticulatum (Rchb.f.) Schltr., Repert. Spec. Nov. Regni Veg. Beih. 8: 111 (1921).
8. Phragmipedium vittatum (Vell.) Rolfe, Orchid Rev. 4: 332 (1896).

### SeçãoHimantopetalum(Hallier.f.) Garay
Pétalas estreitas e acuminadas, inflorescência apresenta espata, flores abrem em sucessão, a margem interna do labelo não apresenta protuberâncias.
1. Phragmipedium caricinum (Lindl. & Paxton) Rolfe, Orchid Rev. 4: 332 (1896).
2. Phragmipedium klotzschianum (Rchb.f.) Rolfe, Orchid Rev. 4: 332 (1896).
3. Phragmipedium pearcei (Rchb.f.) Rauh & Senghas, Orchidee (Hamburg) 26: 62 (1975).
4. Phragmipedium richteri Roeth & O.Gruss, Orchidee (Hamburg) 45(3): back cover (1994).
5. Phragmipedium tetzlaffianum O.Gruss, Caesiana 15: 37 (2000).

### SeçãoPlatypetalum(Pfitzer) Garay
Pétalas não acuminadas, de forma muito diferente das sépalas.
1. Phragmipedium lindleyanum (M.R.Schomb. ex Lindl.) Rolfe, Orchid Rev. 4: 332 (1896).

### SeçãoMicropetalum(Hallier.f.) Garay
Pétalas não acuminadas, semelhantes às sépalas, porém mais largas.
1. Phragmipedium andreettae P.J.Cribb & Pupulin, Lankesteriana 6: 1 (2006).
2. Phragmipedium besseae Dodson & J.Kuhn, Amer. Orchid Soc. Bull. 50: 1308 (1981).
3. Phragmipedium dalessandroi Dodson & O.Gruss, Orchidee (Hamburg) 47: 217 (1996).
4. Phragmipedium fischeri Braem & H.Mohr, Leafl. Schlechter Inst. 3: 30 (1996).
5. Phragmipedium kovachii J.T.Atwood, Dalström & Ric.Fernández, Selbyana 23(Suppl.): 1 (2002).
6. Phragmipedium schlimii (Linden ex Rchb.f.) Rolfe, Orchid Rev. 4: 332 (1896).